# Ciklohexén
A ciklohexén  egy színtelen átlátszó folyékony cikloalkén, melynek átható kellemetlen szaga egy olajfinomítóéra emlékeztet.
Hosszabb ideig napfénynek és levegőnek kitéve nem stabil és használat előtt ajánlatos átdesztillálni, hogy eltávolítsuk belőle a szerves peroxidokat.

## Felhasználás
A ciklohexént az adipinsav, a hexahidrobenzoesav, maleinsav, ciklohexanol és a ciklohexén-oxid gyártásakor használják. Ezen kívül oldószerként is alkalmazzák.

## Fordítás
Ez a szócikk részben vagy egészben  a   Cyclohexene című angol Wikipédia-szócikk fordításán alapul.  Az eredeti cikk szerkesztőit annak laptörténete sorolja fel. Ez a jelzés csupán a megfogalmazás eredetét és a szerzői jogokat jelzi, nem szolgál a cikkben szereplő információk forrásmegjelöléseként.